# Honda CRF 250 Rally
Die Honda CRF 250 Rally ist ein Reiseenduro-Motorradmodell des japanischen Herstellers Honda.

## Technik

### Motor und Getriebe
Der Motor ist ein 1-Zylinder-Viertakt-Motor. Er hat 4 Ventile und ist flüssigkeitsgekühlt. Eine Bohrung von 76 mm und ein Hub von 55 mm ergeben einen Hubraum von 249 cm³. Die Nennleistung beträgt 25 PS bei 8500/min. Das maximale Drehmoment von 22,6 Nm liegt bei 6750/min an. Der Motor hat eine Verdichtung von 10,7. Die Gemischaufbereitung erfolgt durch eine Einspritzanlage. Der Motor wird mit einem Elektrostarter in Betrieb genommen. Die Mehrscheiben-Kupplung verläuft im Ölbad. Das Getriebe hat 6 Gänge, die Kraft zum Hinterrad wird durch eine Rollenkette übertragen.

### Fahrwerk und Bremsen
Motor und Getriebe sitzen in einem Doppelschleifen-Rahmen aus Stahl. Das Vorderrad wird von einer Upside-Down-Teleskopgabel mit 43 mm Standrohrdurchmesser geführt. Das Hinterrad wird durch eine Zweiarmschwinge aus Aluminium mit einem Monofederbein (Typ Pro-Link) geführt und gefedert.
Im Vorderrad sorgt eine Einscheibenbremse mit einem Durchmesser von 256 mm und zwei Bremskolben für die Verzögerung. Hinten ist eine 220 mm-Einscheibenbremse mit einem Bremskolben montiert. Die CFR 250 Rally hat ein Antiblockiersystem.

### Weitere Daten
Die Sitzhöhe beträgt 895 mm. Das fahrfertige Gewicht wird mit 157 kg angegeben.
Der Tank fasst 10,1 Liter Kraftstoff.

## Testkritik
In einem Vergleichstest mit der Kawasaki Versys-X 300 und der BMW G 310 GS der Zeitschrift Motorrad belegte sie den dritten Platz.

„Bis zur nächsten Eisdiele reicht’s, bis nach Afrika nicht. Das Bild der Honda CRF 250 Rally bleibt zwiespältig. Leichte Schotterpassagen meistert sie als Leichteste des Trios klar besser als die anderen zwei. Auf der Straße fällt sie dann aber ebenso weit hinter die BMW und die Kawa zurück. […] Die Honda CRF 250 Rally scheint dem eigenen Offroad-Fernreisetraum entsprungen. Ein traumhaftes Versprechen nach der großen, ungefestigten Weite kann sie mit ihrer Fahrdynamik aber nicht einlösen. […] Weniger Reise, mehr Enduro – diesen Anspruch setzt die Honda ohne Wenn und Aber um. Das macht an, auch wenn sie damit viele Punkte verschenkt. Der schwächste Motor des Trios ist aber selbst fürs Endurowandern zu zahm.“